# بل-فوره
بل-فوره (به فرانسوی: Belles-Forêts) یک کمون در فرانسه است که در Canton of Fénétrange واقع شده‌است.

## خصوصیات
بل-فوره ۲۶٫۵۷ کیلومترمربع مساحت و ۲۵۳ نفر جمعیت دارد و ۲۳۰ متر بالاتر از سطح دریا واقع شده‌است.